# Liste der Stadtoberhäupter von Bensheim

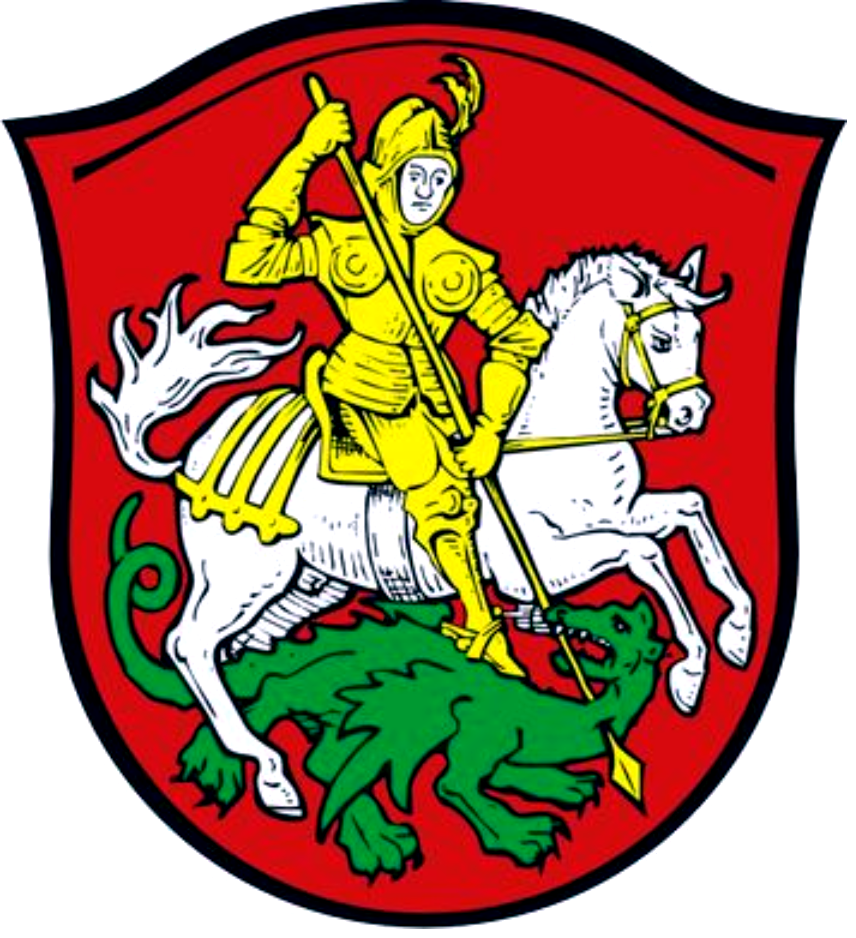
Wappen von Bensheim

Seit 1822 hatte Bensheim 21 Bürgermeister, seit dem 14. Dezember 2020 amtiert mit Christine Klein die 21. und die erste weibliche Bürgermeisterin.
Bevor das Amt des Bürgermeisters in seiner heutigen Form geschaffen wurde, regierten für Jahrhunderte vom Mainzer Kurfürsten eingesetzte Stadtschultheißen in Bensheim. Seit 1546 sind diese überwiegend namentlich bekannt.

## Schultheißen
Die Kurmainzischen (bzw. zwischen 1461 und 1650 Kurpfälzischen) Stadtschultheißen zu Bensheim regierten bis 1782.
- um 1493: Judde von Stein[1]
- 1546–1556: Caspar Eisenlöffel[2]
- 1556: Hans Becker[3]
- 1558–1574: Caspar Eisenlöffel[4], zweite Amtszeit
- 1574: M. Bernhard Ritter (Amtsverweser)[5]
- 1574/1583: Hans Eisenlöffel[6]
- 1583–1585: Philipp W(e)ißbach[7]
- 1585/1593: Hanß Schüler[8]
- 1594–1595: Johann Sauer[9]
- 1596–1597: Jost Wilhelm Geldenhauer[10]
- 1597–1599: M. Antonius Pistorius[11]
- 1599–1603: Friedrich Gottfried Eisenlöffel[12], Sohn von Hans Eisenlöffel
- 1603–1604: Georg Behringer[13]
- 1604–1617: Peter Schu(ch)mann[14]
- 1617–1623: Johann Wilhelm Schumann[15] , Vetter seines Vorgängers Peter Schu(ch)mann
- 1623–1632: Niclas Gutmann[16]
- 1632–1636: Johann Wilhelm Schumann[17], zweite Amtszeit
- 1636–1642: M. Johann Peter Stahl[18]
- 1642–1673: Johann "Simon" Mayer[19]
- 1673–1709: Johann Philipp Mayer[20] , Sohn seines Vorgängers Johann "Simon" Mayer
- 1709–1724: Christophorus Weber[21]
- 1724–1753: Friedrich Caspar Mayer[22] , Sohn seines Vorvorgängers Johann Philipp Mayer
- 1753–1782: Jacob Heckler[23] , Schwiegersohn seines Vorgängers Friedrich Caspar Mayer

Heckler war der letzte Bensheimer Stadtschultheiß. Im Jahre 1782 wurde im Kurfürstentum Mainz eine neue Ämterordnung eingeführt. Damit verschwand auch das Amt des Stadtschultheißen. Seine richterliche Gewalt ging nun auf die Amtsvögte über.

## Amtsvögte
Die Kurmainzische Stadt- und Amtsvogtei zu Bensheim umfasste neben Bensheim auch Fehlheim, Rodau, Kleinsehrheim, Boxheimer Hof und Rheinzollhaus. Durch den Reichsdeputationshauptschluss von 1803 fiel sie an die Landgrafschaft Hessen-Darmstadt und wurde als „Amt Bensheim“ unter hessischer Herrschaft bis 1821 weitergeführt.
- um 1785/1790[25]: Jakob Anton Ritter von Beisler[26], Vater des bayerischen Ministers Hermann von Beisler
- um 1803/1808: Franz Ludwig Casimir Reatz[27][28]

## Bürgermeister

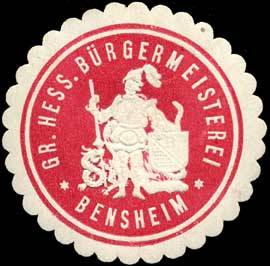
Siegelmarke der Großherzoglich Hessischen Bürgermeisterei Bensheim

Mit dem Inkrafttreten der neuen Gemeindeordnung des Großherzogtum Hessens am 30. Juni 1821 konnten die Bensheimer Bürger ihren Bürgermeister wählen.
- 1822–1825: Philipp Meißel
- 1825–1837: Philipp Werle
- 1837–1840: Adam Fertig
- 1840–1857: Johannes Traupel
- 1857–1859: Joseph August Hainz
- 1860–1870: Franz Heinz
- 1871–1902: Aloys van Gries (1831–22. März 1902), letzter ehrenamtlicher Bürgermeister von Bensheim[29]
- 1902–1912: Ignaz Frenay, Zentrum, erster besoldeter Bürgermeister von Bensheim[29]
- 1913–1922: Karl Löslein, von 1915 bis 1919 wurde er vom Beigeordneten Peter Krenkel (1863–1938) vertreten, da er selbst zum Kriegsdienst eingezogen wurde[30]
- 1922–1933: Rudolf Angermeier, Zentrum
- 1933–1934: Heinrich Nachtigall, NSDAP
- 1934–1938: Johann Georg Brückmann (1896–1973), NSDAP
- 1938–1945: Ernst Mißler (1882–1950), NSDAP
- 1945: Theodor Kräge (1888–1963),[31] SPD[32]
- 1945–1946: Willy Klapproth (1892–1967), SPD[32]
- 1946–1954: Joseph Treffert (1883–1963), CDU
- 1954–1971: Wilhelm Kilian (1914–1971),[33] CDU[34], nach seinem Tod im Oktober 1971 wurde er bis zur nächsten Kommunalwahl 14 Monate lang vom Ersten Stadtrat Karl Pfeiffer (SPD) vertreten.[35]
- 1972–2002: Georg Stolle (1938–2020), CDU,[34] Ehrenbürger der Stadt Kłodzko seit 1996 und Ehrenbürgermeister der Stadt Bensheim seit 2002
- 2002–2014: Thorsten Herrmann (* 1964), CDU; am 30. Juni 2002 mit einem Stimmenanteil von 52,8 Prozent gewählt, am 15. Juni 2008 mit 60,5 Prozent wiedergewählt.[34]
- 2014–2020: Rolf Richter (* 1966), CDU; am 25. Mai 2014 mit einem Stimmenanteil von 54,2 Prozent im ersten Wahlgang gewählt.[34]
- seit 2020: Christine Klein (* 1955), SPD, unabhängige Einzelbewerberin; am 15. November 2020 mit einem Stimmenanteil von 52,77 Prozent im zweiten Wahlgang gegen Amtsinhaber Rolf Richter gewählt.[36]

Ignaz Frenay
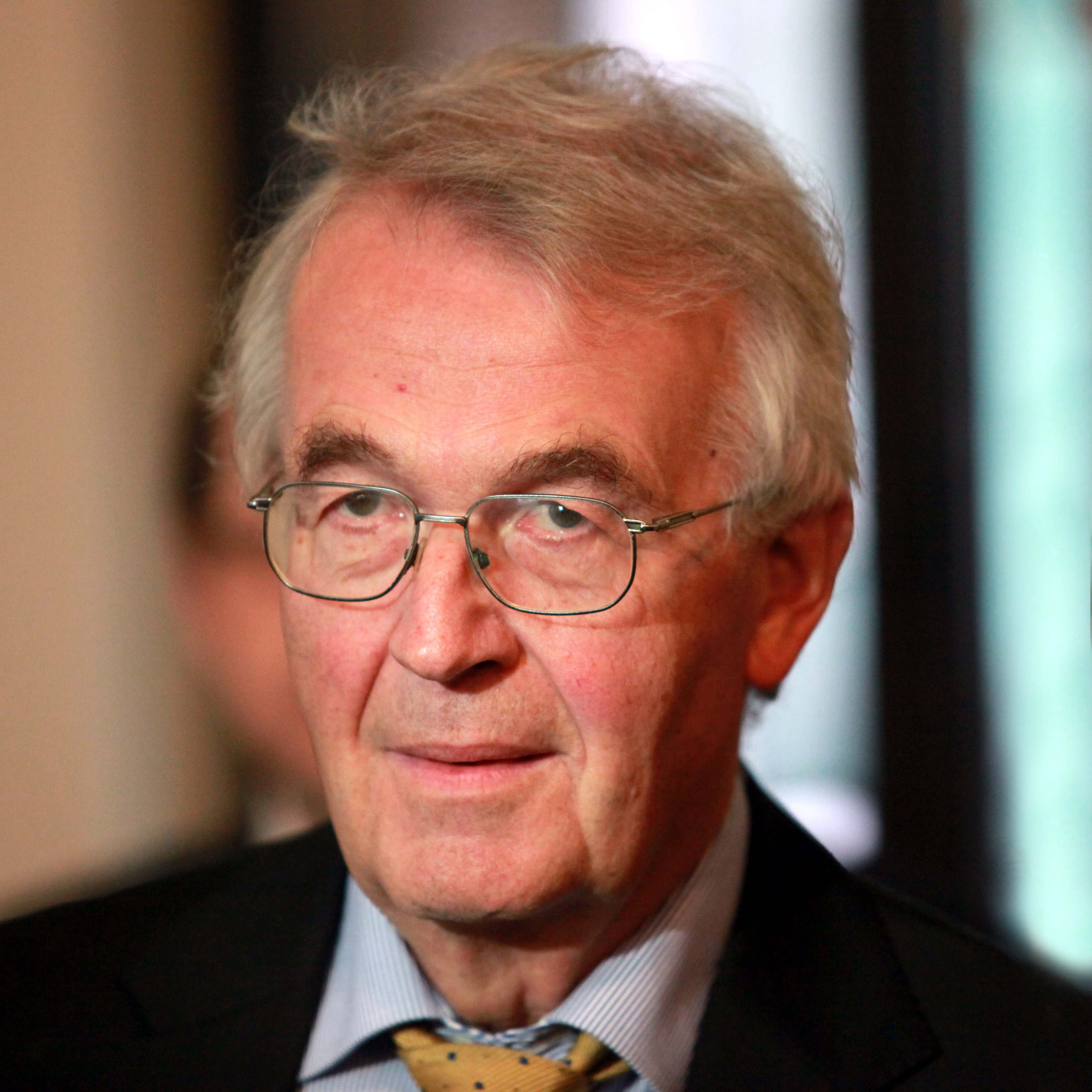
Georg Stolle
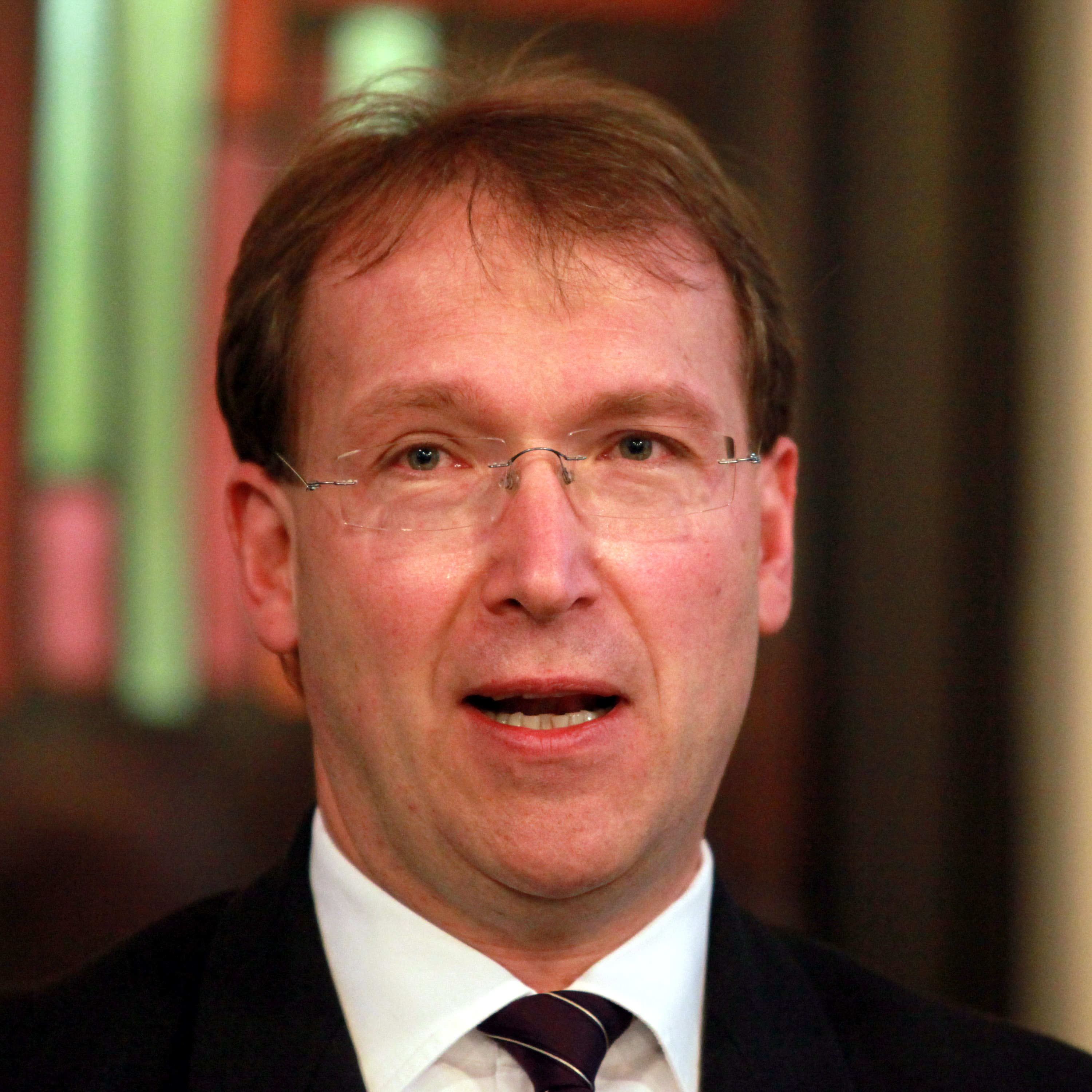
Thorsten Herrmann
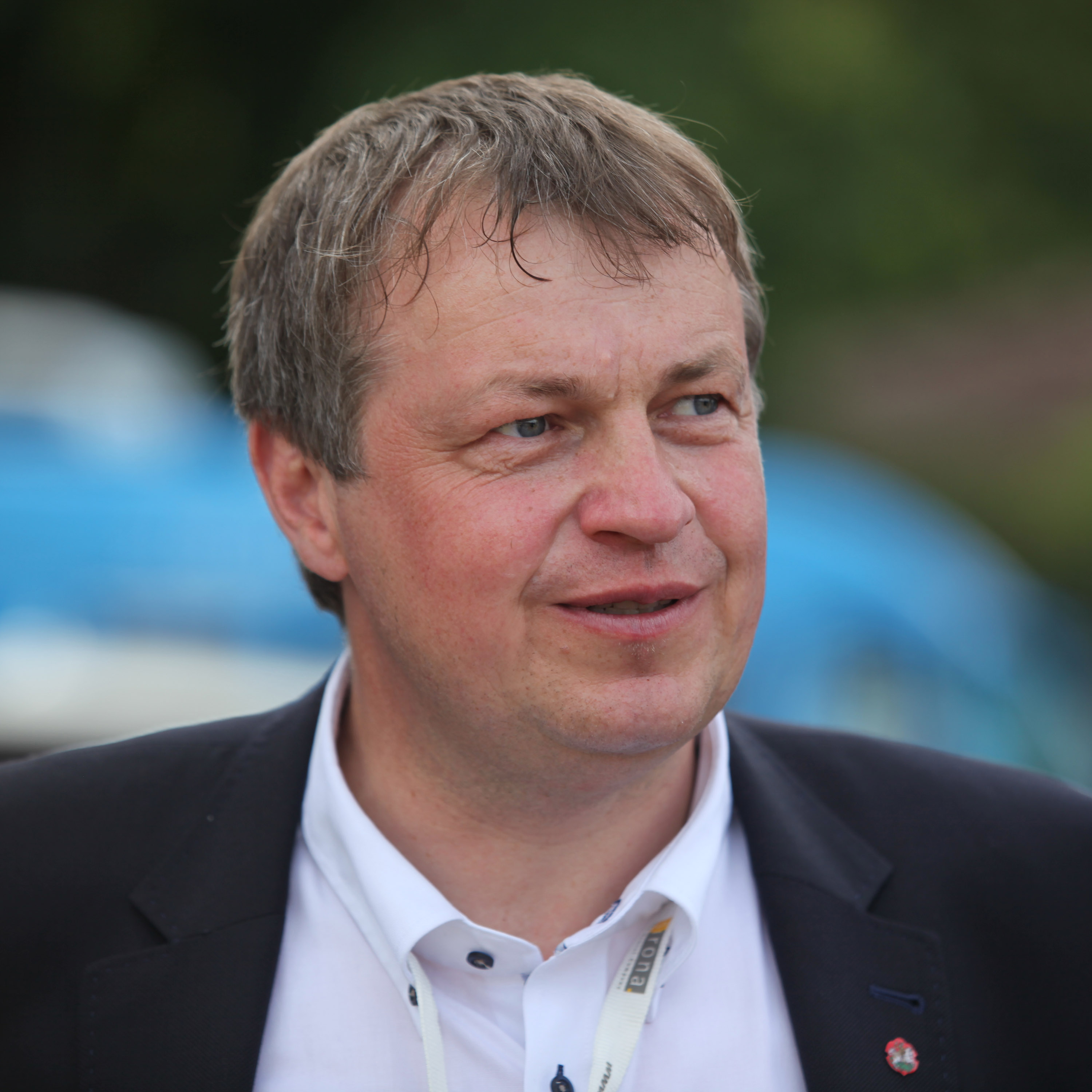
Rolf Richter
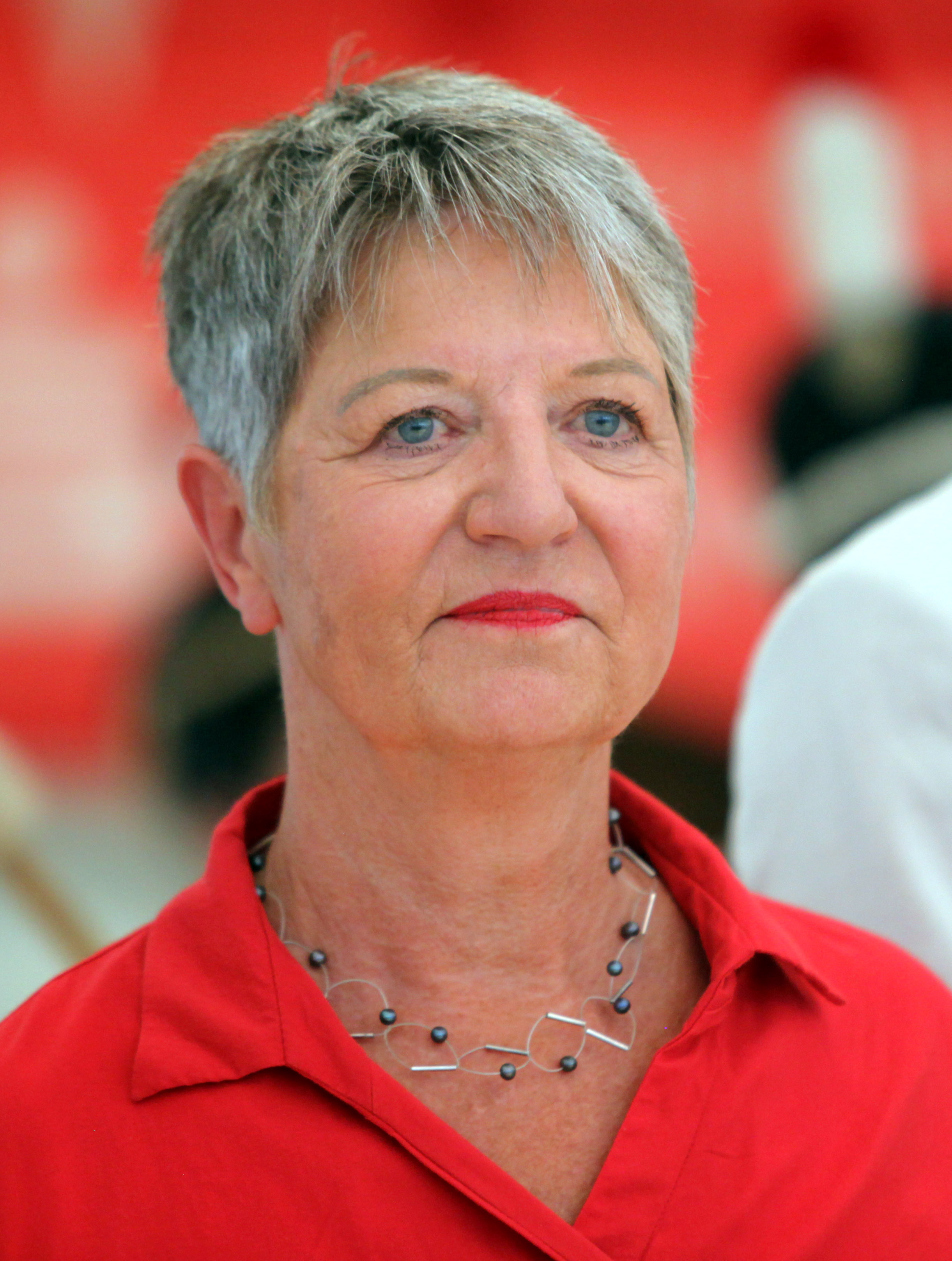
Christine Klein